# 格林 (加利福尼亞州)
格林（英語：Green）是位於美國加利福尼亞州優洛縣的一個非建制地區。該地的面積和人口皆未知。

## 地理
格林的座標為38°20′45″N 121°38′23″W / 38.34583°N 121.63972°W，而該地的平均海拔高度為5米（即16英尺）。